# Нортвудс (Міссурі)
Нортвудс (англ. Northwoods) — місто (англ. city) в США, в окрузі Сент-Луїс штату Міссурі. Населення — 3687 осіб (2020).

## Географія
Нортвудс розташований за координатами 38°42′13″ пн. ш. 90°16′57″ зх. д. / 38.70361° пн. ш. 90.28250° зх. д. (38.703542, -90.282381).  За даними Бюро перепису населення США в 2010 році місто мало площу 1,83 км², уся площа — суходіл.

## Демографія
Згідно з переписом 2010 року, у місті мешкало 4227 осіб у 1651 домогосподарстві у складі 1126 родин. Густота населення становила 2316 осіб/км².  Було 1817 помешкань (996/км²).
Расовий склад населення:
| - 93,9 % — чорних або афроамериканців - 4,3 % — білих - 0,3 % — азіатів - 0,2 % — корінних американців |

До двох чи більше рас належало 1,2 %. Частка іспаномовних становила 0,2 % від усіх жителів.
За віковим діапазоном населення розподілялося таким чином: 22,6 % — особи молодші 18 років, 57,3 % — особи у віці 18—64 років, 20,1 % — особи у віці 65 років та старші. Медіана віку мешканця становила 42,7 року. На 100 осіб жіночої статі у місті припадало 75,7 чоловіків;  на 100 жінок у віці від 18 років та старших — 70,8 чоловіків також старших 18 років.
Середній дохід на одне домашнє господарство  становив 38 958 доларів США (медіана — 39 130), а середній дохід на одну сім'ю — 40 025 доларів (медіана — 38 167). За межею бідності перебувало 27,2 % осіб, у тому числі 55,1 % дітей у віці до 18 років та 14,2 % осіб у віці 65 років та старших.
Цивільне працевлаштоване населення становило 1489 осіб. Основні галузі зайнятості: освіта, охорона здоров'я та соціальна допомога — 37,8 %, транспорт — 16,3 %, мистецтво, розваги та відпочинок — 10,1 %, науковці, спеціалісти, менеджери — 8,4 %.